# Philipp Frank
Philipp Frank, född den 20 mars 1884 i Wien, Österrike-Ungern, död den 21 juli 1966 i Cambridge, Massachusetts, USA, var en österrikisk fysiker, matematiker och inflytelserik filosof under första hälften av 1920-talet.

## Biografi
Frank studerade fysik vid universitetet i Wien och tog examen 1907 med en avhandling i teoretisk fysik under ledning av Ludwig Boltzmann. Albert Einstein rekommenderade honom som sin efterträdare för en professur vid tyska Karl-Ferdinand-universitetet i Prag, en befattning han innehade från 1912 till 1938. Han emigrerade sedan till USA där han blev lektor i fysik och matematik vid Harvard University.
Frank fortsatte i USA sina kunskapteoretiska undersökningar av problemställningar i gränsområdet mellan fysik och filosofi. Han var en logisk-positivist och medlem av Wienkretsen. Astronomen Halton Arp beskriver Franks föreläsningar om vetenskapsteori vid Harvard som sitt bästa val.
Frank var kollega och beundrare av både Ernst Mach och Albert Einstein och i sina föreläsningar under andra världskriget tillskrev han till Mach följande grafiska uttryck för ”Mach's princip”: "When the subway jerks, it's the fixed stars that throw you down."
I sina kommentarer till denna formulering av principen påpekade Frank att Mach valde tunnelbanan för sitt exempel eftersom det visar att tröghetseffekter inte är avskärmade (av jordens massa): Verkan av avlägsna massor på tunnelbaneåkarnas vikt är direkt och momentan. Det är uppenbart varför Mach's princip, som angiven på detta sätt, inte passar ihop med Einsteins uppfattning om fördröjning av all avlägsen påverkan.